# Eumichtis
Eumichtis är ett släkte av fjärilar som beskrevs av Jacob Hübner 1821. Eumichtis ingår i familjen nattflyn, Noctuidae.

## Dottertaxa tillEumichtis, i alfabetisk ordning[2]
- Eumichtis adducta Felder, 1872
- Eumichtis chlorograpta Dognin, 1907
- Eumichtis chlorosticta Dyar, 1916
- Eumichtis copahuensis Köhler, 1979
- Eumichtis cuzcoensis Köhler, 1979
- Eumichtis exstrigata Dognin, 1914
- Eumichtis hita Dognin, 1897
- Eumichtis jucunda Jones, 1908
- Eumichtis jucundissima Zerny, 1916
- Eumichtis lichenea (Hübner 1813), Kusthöstfly[1] (Polymixis (Eumichtis) lichenea Hübner, 1813)[2]
- Eumichtis mamestroides Jones, 1914
- Eumichtis mohina Dognin
- Eumichtis nubilis Köhler, 1979
- Eumichtis photophila Butler, 1882
- Eumichtis pullata Berg, 1885
- Eumichtis rubrimixta Hampson, 1905
- Eumichtis subterminalis Hampson, 1911